# Hexagrammia zhukovi
Hexagrammia zhukovi är en plattmaskart. Hexagrammia zhukovi ingår i släktet Hexagrammia och familjen Fellodistomatidae. Inga underarter finns listade i Catalogue of Life.